# Patrick d'Irlande
Pour les articles homonymes, voir Saint Patrick, Saint-Patrick et Patrick.
Patrice d'Irlande ou saint Patrice, en latin sanctus Patricius, en anglais Saint Patrick, en irlandais Naomh Pádraig ([naov ˈpˠaːd̪ˠɾˠəɟ]), probablement originaire de Bretagne romaine (actuelle Grande-Bretagne) et vivant dans la première moitié du Ve siècle, est le saint patron de l'Irlande, considéré comme l'évangélisateur de l'île et comme le fondateur du christianisme irlandais.
Il s'agit d'une personnalité semi-légendaire, objet d'une grande production hagiographique qui est analysée par la critique historique moderne afin d'établir le degré d’historicité de ce personnage. Sur une trame historique assez mince, les hagiographes ont en effet imaginé de nombreux épisodes ayant peu de rapports avec les faits historiques, construisant la légende patricienne dans laquelle les travaux des modernes discernent le souvenir de traditions païennes de l'Irlande, des emprunts à la Bible et des topos littéraires, gréco-romains.
Les dates et lieux traditionnellement retenus indiquent une naissance vers 386 en Bretagne insulaire, une mission en Irlande en 432 et une mort le 17 mars 462 à Down (Ultonie). Cette tradition en fait un saint chrétien fêté le 17 mars.
Des traditions concurrentes lui attribuent une année de naissance entre 373 à 390, une date de mort vers 460 ou entre 489 et 496, mais ces dates tardives résultent probablement d'une confusion avec l'évêque Palladius.
La légende de ce missionnaire thaumaturge ne relève pas seulement de l'hagiographie du haut Moyen Âge : elle a aussi aujourd'hui en Irlande un caractère patriotique et nationaliste.

## Sources biographiques

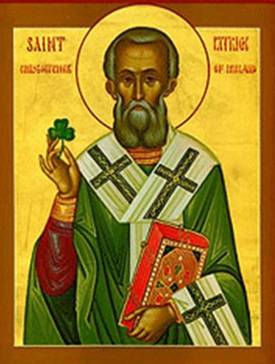
Icône de saint Patrick portant l'omophore et tenant un trèfle dans sa main droite.

Avec l'introduction du christianisme en Irlande au Ve siècle, se développe une littérature hagiographique essentiellement élaborée à partir du VIIe siècle par des moines lettrés irlandais chargés de rédiger des Vitæ (vies de saints en latin, puis en langue vernaculaire) et qui enregistrent en même temps les récits épiques et mythologiques transmis oralement auparavant pendant des siècles. Cette production hagiographique irlandaise, intense et originale, est ainsi imprégnée de relents de « paganisme celtique » et de syncrétisme. C'est ce contexte de prosélytisme qui amène les études critiques actuelles à s'interroger sur l'historicité de ces récits, et notamment de l'hagiographie patricienne (relative à Patrick), vitæ et Annales irlandaises,. Maints épisodes de la biographie de ce saint ne sont pas prouvés historiquement. Les très nombreux textes hagiographiques anciens le concernant rapportent beaucoup de légendes parfois contradictoires qui ne peuvent être reliées à aucun des faits historiques attestés.
Il subsiste deux écrits latins qui sont généralement acceptés comme ayant été écrits par Patrick. Ces deux textes très lacunaires sujets à caution, sont la “Déclaration“ (Confessio) et la “Lettre aux soldats de Coroticus“ (Epistola), d'où proviennent les seuls détails généralement acceptés de sa vie. La “Déclaration“ est la plus biographique des deux et doit être interprétée comme action de grâce et non comme la confession du pécheur. D'autres sont élaborés par des moines au VIIe siècle. Il s'agit du Liber Angeli (Livre des Anges), des Collectanea de Tírechán (en) et de la Vita sancti Patricii (Vie de saint Patrick) de Muirchú (en). Ces œuvres traduisent probablement « la situation politique des monastères dont elles se fixent pour objectif de promouvoir les fondateurs » par une stratégie de récupération du culte de Patrick. Le Livre d'Armagh composé au IXe siècle et qui reprend le Liber Angeli, met en scène, de manière extravagante, la tradition de saint Patrick qui choisit Armagh pour établir sa mission et conférer à la ville, avec la première église en pierre, la primauté sur toutes les églises chrétiennes d'Irlande. De plus, ces hagiographies rédigées lors du conflit entre Rome et les chrétientés celtiques, épousent manifestement les thèses de la cause romaine, aussi manquent-elles de fiabilité.

## Biographie

### Controverses sur son lieu de naissance

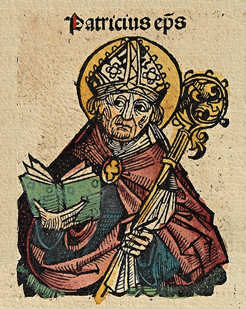
Portrait de saint Patrick dans La Chronique de Nuremberg, 1493.

Selon la « Confession », d'origine britto-romaine, il serait né entre 373 et 390 en Bretagne insulaire, dans une villa près du vicus de Bannaven Taberniæ (ou Banna Venta Berniæ), localité non identifiée et objet de revendications concurrentes : près de Carlisle dans le pays de Galles, dans le Devon, à Ravenglass ou la Severn Valley (en) dans le Cumberland en Angleterre. Selon une tradition plus tardive et légendaire, la Vita tripartita Sancti Patricii (en), il serait né à Old Kilpatrick, village écossais. Certains auteurs du XIXe siècle proposaient même Boulogne-sur-Mer en France, faisant un rapprochement hasardeux entre Bannauen Taberniæ, et l'ancienne forme de Boulogne, Bononia. Une autre étymologie populaire relevant du légendaire le fait naître à Bonaban, aujourd'hui commune de La Gouesnière.

### Origines familiales
Il est le fils d'un certain Calpurnius, membres du conseil de la colonie romaine, qui exerce les fonctions de décurion, c'est-à-dire de collecteur des impôts de l'empire, et de diacre, mais n'est pas considéré comme un homme très religieux.
Son grand-père paternel Potitus est donné comme prêtre. Sa grand-mère aurait été originaire de la cité des Turones (chef-lieu : Tours) en Gaule.
En ce qui concerne sa mère, Patrick ne mentionne pas son nom dans sa Confession. Elle apparaît dans la Vita sancti Patricii de Muirchú sous le nom de Concessa. Bien qu'il s'agisse probablement d'une invention, une inscription romano-bretonne découverte à l'abbaye de Hexham et portant la mention Q. Calpurnius Concessinus a remis sur le devant de la scène cette hypothèse à laquelle le chroniqueur Marianus Scotus donne du prestige au XIe siècle[pas clair]. Ce dernier fait de Concessinus la sœur de Martin de Tours. Il reçoit une éducation de base en latin, comme tout fils de l'aristocratie britto-romaine.

### Noms de Patrick d'Irlande
Tírechán rapporte les quatre noms de Patrick qu'il affirme avoir trouvés dans le livre de l'évêque Ultane : « Sanctus Magonus (qui est clarus) ; Succetus (qui est deus belli), Patricius (qui est pater ciuium) ; Cothirthiacus (quia seruiuit quattuor domibus). ».
Diverses hypothèses ont été émises à propos de ces noms. Le plus probable est que ces dénominations correspondent aux tria nomina (« trois noms »), qui sont une caractéristique exclusive de l'onomastique des citoyens romains (prénom, nom de gens, surnom. Cf. Caius Julius Caesar), son nom complet étant « Magonus Succatus Patricus » tandis que Cothirthiacus est une latinisation de Cothraige, ancienne forme irlandaise correspondant à Patricius.
Des traditions locales rapportent que ses parents l'appelaient par son nom celte Maun ou Maewyn Succat, ce dernier nom apparaissant sous différentes formes (Succetus, Succet, Socket, Suchet, Suchat) dans les annales irlandaises.

### Captivité en Irlande

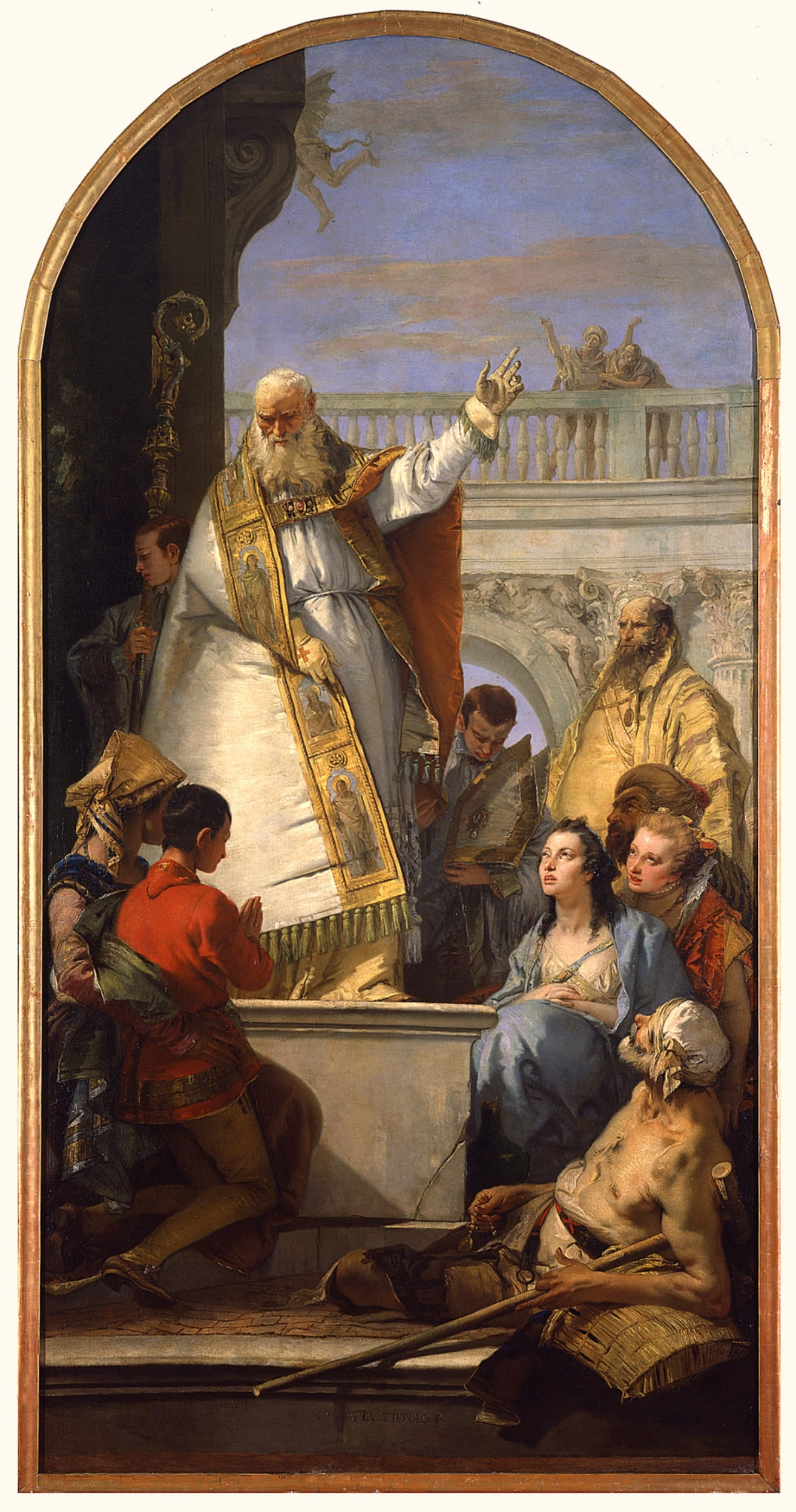
Saint Patrick évêque d'Irlande
Giambattista Tiepolo, 1746
Musées civiques de Padoue

Selon la « Confession », des pirates scots ou pictes (Niall « aux neuf otages » est parfois mentionné comme un de ces pirates) enlèvent vers 405 Patrick, à l'âge de seize ans, dans sa villa près de Bannaven Taberniæ. Ces derniers le vendent, avec plusieurs de ses serviteurs, comme esclave en Irlande. Durant ses six années de captivité (dans une cage la nuit), à Slemish (en) (comté d'Antrim) ou dans la baie de Killala (comté de Mayo) selon la tradition, il aurait été berger pour le compte d'un chef de clan irlandais. Peu religieux avant sa capture, il rencontre Dieu et devient un chrétien dévot. Nennius  précise qu’il commença sa mission chez les Scots en 405.
Selon la Vita tripartita Sancti Patricii (en), une tradition à l'historicité douteuse, ses parents le mènent à seize ans visiter l'Armorique. Des princes scots exilés massacrent sa famille. Épargnés en raison de leur jeunesse mais retenus captifs, Patrick et ses deux sœurs Lupait et Tigris auraient ensuite été convoyés vers l'Irlande pour y être vendus comme esclaves.

### Retour en Bretagne insulaire
Pendant ses six années de captivité, Patrick apprend la langue et se persuade de l'urgence qu'il y a à conquérir au Christ ces païens « enfermés dans leurs abominables superstitions ». Selon sa « Confession » hagiographique, il a une vision de Dieu une nuit qui lui dit de rejoindre le rivage et de s'embarquer sur un bateau. Il s'exécute et parvient à rejoindre les côtes de Bretagne insulaire vers 411. Selon la légende, son bateau s'échoue. Pressés par la faim, ses compagnons d'infortune prient leurs dieux païens pour obtenir de la nourriture, en vain. Ils demandent alors à Patrick de prier son étrange dieu chrétien, et grâce à son intercession, un troupeau de porcs et des rayons de miel sauvage apparaissent. Impressionnés, les marins se convertissent au christianisme.
C'est à cette date que les légions romaines quittent la Bretagne, aussi Patrick voit-il s'écrouler un ordre qui, durant trois siècles, a régné sur l'île, lui apportant la civilisation puis le christianisme.

### Séjour en Gaule?
Diverses traditions (l'Hymne de Fíacc, les Collectanea de Tírechán et la Vita Tripartita) font mention d'un voyage de Patrick en Gaule pour acquérir la formation religieuse qui lui manque, mais cette hypothèse d'une formation ecclésiastique à l'étranger reste spéculative. Débarquant en Armorique, il aurait traversé la Gaule, et gagné des « îles de la mer », sans préciser le lieu exact. Une tradition tardive le fixe dans les îles de Lérins où il se serait installé au monastère de Saint-Honorat. Il s'y serait consacré à des études théologiques pendant deux années. Une tradition tout aussi incertaine, la Vita sancti Patricii de Muirchú, le fait se rendre ensuite à Auxerre auprès de saint Germain, où il devient diacre puis évêque. La durée de son séjour en Gaule (au maximum de 415 à 432) est sujette à débat.

### Apostolat de l'Irlande

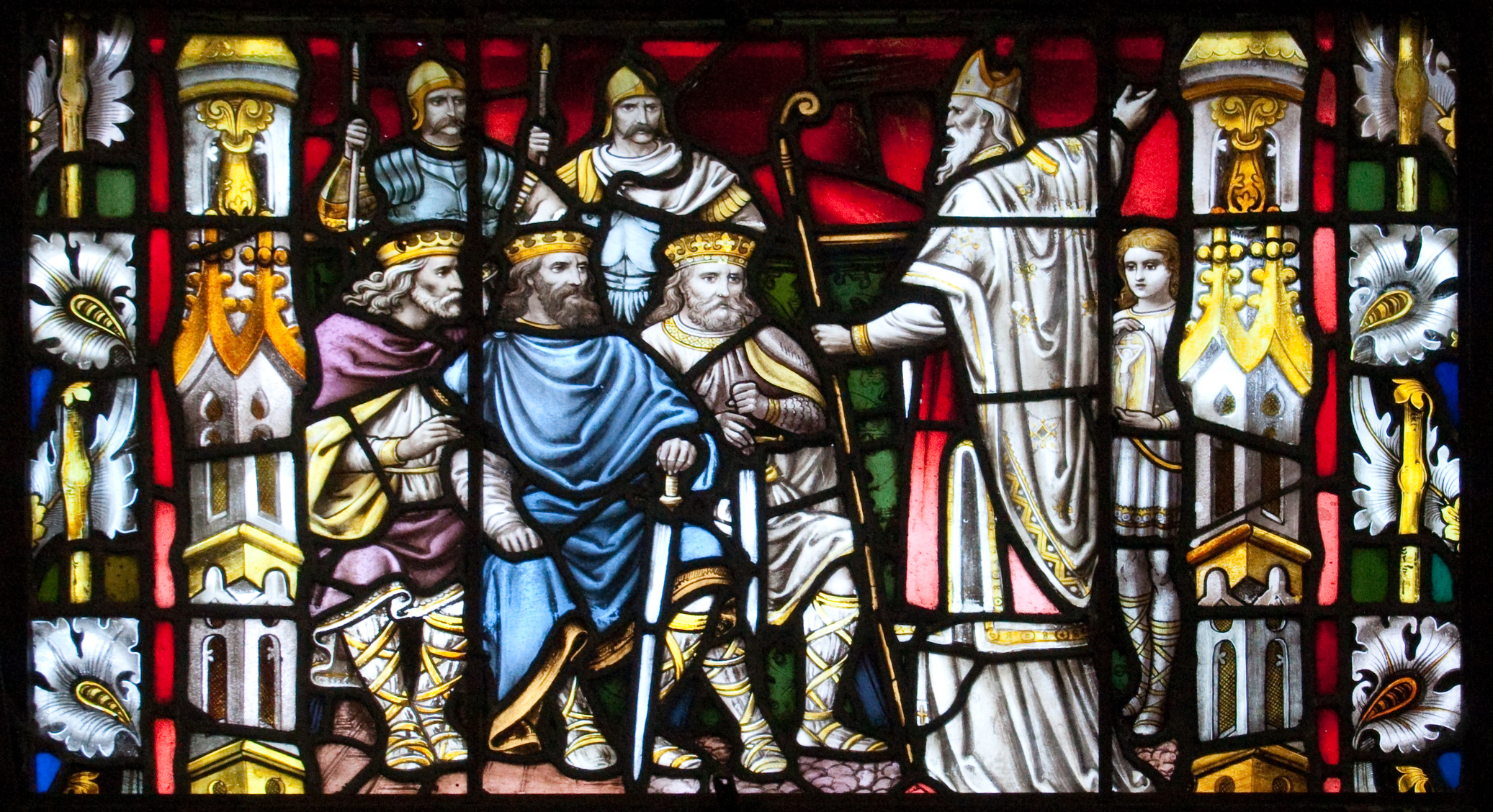
Saint Patrick prêchant devant les rois (cathédrale de Carlow, vitrail de Franz Mayer).

Selon les Annales d'Ulster, en 432, à la demande du pape Célestin, Patrick se rend en Irlande, débarquant à Saul, près de Downpatrick. La chronique de Prosper d'Aquitaine nous apprend qu'en 431, le pape y a déjà dépêché un évêque, Palladius, afin de lutter contre l'hérésie pélagienne en Irlande,. Le choix de l'année 432 n'est probablement pas anodin, la tradition voulant souligner l'échec de Palladius qui ne parlait pas le gaélique et la primauté de Patrick et faire de lui le principal évangélisateur qui aurait converti l'île païenne au christianisme en défiant les druides dans des joutes singulières comme l'épreuve du feu. Certains historiens modernes se basent sur une tradition contradictoire de la fin du VIIIe siècle, les Collectanea, qui fixe la date de débarquement de Patrick en Irlande le 5 avril 456, un jeudi saint.
Pour ce citoyen romain, l'Empire romain est synonyme de civilisation et sa déportation en Irlande lui fournit l'occasion de convertir ce peuple « barbare ». Pendant les premières années de sa mission, il prêche au milieu de l'assemblée générale des rois et des États de toute l'Irlande qui se tient chaque année à Tara qui était à la fois le palais du grand monarque d'Irlande, le lieu de séjour de druides et le chef-lieu de la religion du pays. Le fils de Neill qui était grand roi, se déclare contre le saint et contre sa doctrine, mais plusieurs princes se convertissent : le père de saint Benen qui deviendra le successeur de Patrick au siège épiscopal d'Armagh, puis les rois de Dublin, de Munster et les sept fils du roi de Connacht.
Il prend le titre d'évêque, peut-être de sa propre autorité (ce qui expliquerait que son autorité ait été contestée par la hiérarchie ecclésiastique bretonne), et contribue à la diffusion du christianisme. On le trouve mentionné en 432 sous le nom de Patricius en latin (qui désignait à l'époque un membre de l'aristocratie : « patricien », « patrice » ou « noble »). En langue gaélique, Patrick s’écrit Pãdraig dont la transcription quasi-phonétique donne en anglo-saxon Patrick. Selon la tradition, il crée le diocèse d'Armagh en 445 (ce qui en fait le plus ancien des diocèses constitués dans les îles Britanniques) et tient plusieurs conciles où il pose les canons et la discipline de l'Église d'Irlande qu'il a fondée.
Escorté de ses neveux, Mel (en) et Melchuo — Mel devint évêque d'Ardagh et Melchuo probablement évêque itinérant —, ainsi que d'assistants venus avec lui de Gaule, Patrick sillonne toute l'Irlande prêchant, enseignant, et aurait fondé selon la légende 365 évêchés et trois monastères : Armagh, Damnach-Padraig et Sabhal-Padraig. Ces monastères couvriront à leur tour toute l'Irlande de centaines de prieurés avec des écoles, permettant aux moines de recueillir par écrit les monuments de la riche tradition littéraire orale de l'Irlande païenne, son histoire, sa mythologie, sa législation, ses généalogies, ses épopées, sa musique.
Selon une tradition tardive légendaire, Patrick se serait emparé, lors d'un sermon au rock de Cashel, d'un trèfle à trois feuilles pour faire comprendre le mystère de la Sainte Trinité. Les figures de triades étaient familières à la religion celtique : le trèfle deviendra ainsi le symbole de l'Irlande, et la tradition en attribue l'origine à Patrick. Selon certaines sources (les moines de Lérins en particulier), Patrick aurait représenté la chapelle de la Sainte-Trinité de l'île Saint-Honorat, qui présentait une forme architecturale proche du trèfle (une nef et trois chapelles circulaires), afin de représenter la Trinité[réf. souhaitée].
La tradition populaire raconte que c'est par sa bénédiction que tous les serpents ont été chassés du pays, action qui symbolise la conversion du peuple irlandais : les serpents représentent l'« antique ennemi », c'est-à-dire Satan, rendu responsable de l'ignorance du Dieu véritable. Cette image évangélisatrice est cependant à nuancer, Patrick n'hésitant pas à baptiser des païens convertis contre la volonté de leurs familles, ce qui suscite parfois des mouvements d'hostilité.

### Mort

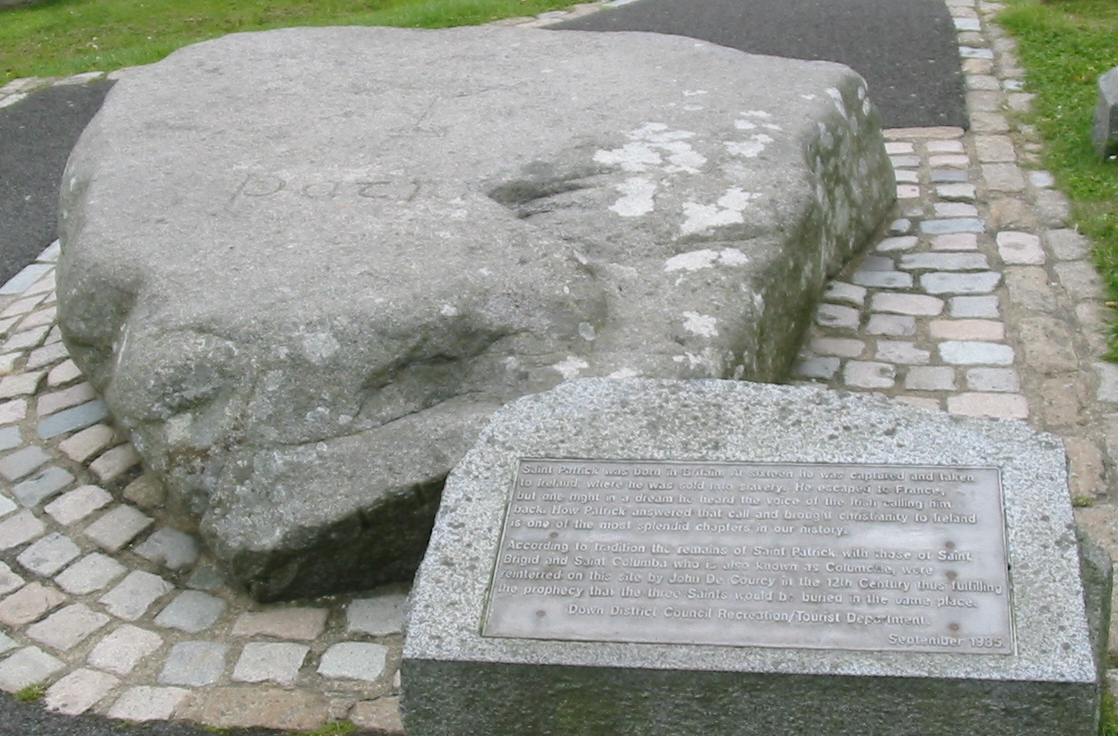
Dans le cimetière situé à proximité de la cathédrale de Down, une pierre tombale supposée marquer l'emplacement de la dépouille du saint.

Après de longues années d'évangélisation, il se retire au prieuré de Down en Ultonie. Selon la Vita sancti Patricii (Vie de saint Patrick) de Muirchú (en), il y serait mort le 17 mars 461 (ou entre 489 et 496 selon des traditions tardives légendaires et les Annales irlandaises qui le font vivre, comme Moïse, jusqu'à l'âge de 120 ans) mais cette date ne fait pas l'unanimité des spécialistes et le lieu de sépulture de Downpatrick est rejeté par la plupart des chercheurs. Nennius prétend qu’il est mort 40 ans avant Ste Brigitte, soit 36 ans avant la naissance de Colomba.
Cet emplacement est né en effet de la volonté du seigneur Jean de Courcy, implanté en Ulster en 1177, qui exauce la Prophétie de Berchán dont un passage hagiographique prévoit que saints Patrick, Brigitte et Columb Cille (tous trois patrons de l'Irlande) soient enterrés à Downpatrick. Ayant intérêt à la promotion de la métropole d’Armagh pour contrer les prétentions du siège de Dublin, Jean de Courcy favorise en 1186 l'invention des reliques des trois saints, par Malachie, l'archevêque d'Armagh. Jean de Courcy dédie à saint Patrick la cathédrale de Down et y fait placer les sépultures des trois saints. La pierre tombale en granit de Mourne, érigée en 1900 par l'antiquaire Francis Joseph Bigger près de la cathédrale de Down, marque l'emplacement supposé de la sépulture de Patrick. Symbole de syncrétisme, une croix d'inspiration celtique est gravée dessus, accompagnée du nom de Patrick. Ce monolithe a été érigé afin de dissuader les visiteurs d'emporter chez eux une poignée de terre.
À sa mort, l'Irlande bénéficie de la paix civile, elle est majoritairement chrétienne, sans avoir compté un seul martyr. Malgré son influence, un siècle après sa mort il ne resta plus rien de l'organisation ecclésiastique qu'il a mise en place. Désormais, la vie religieuse s'organise autour des monastères, les nouveaux centres de propagation de la foi, qui vont créer des succursales dans toute la Bretagne insulaire, et de proche en proche dans toute l'Europe, comme en Suisse celle de Saint-Gall, en Italie celle de Bobbio, en Flandre celle de Marchiennes, formant des hommes d'exception comme saint Colomban ou Alcuin, et jetant les fondements de la Renaissance carolingienne.

## Postérité

### Culte

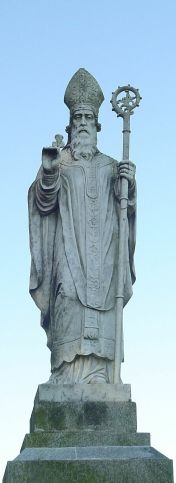
Statue de saint Patrick sur la colline de Tara dans le comté de Meath.

La biographie de Patrick est noyée sous l'hagiographie en latin dès le VIIe siècle puis vers 900 en langue vernaculaire. La légitimité et la popularité du culte de ce saint est ainsi devenue inverse à la valeur historique des monuments écrits qui en rendent témoignage, les œuvres historiographiques du VIIe siècle où s'exprime la propagande religieuse transformant un simple culte local en culte national en faisant de Patrick un apôtre de l'Irlande. Alors que l’Église irlandaise déclare, au IXe siècle, le 17 mars comme le jour anniversaire de la mort du saint, il faut attendre le 16 mars 1607 pour que cette date soit reconnue comme une fête légale dans le calendrier irlandais (fête de la Saint-Patrick) et 1631 pour que le pape Urbain VIII l'inscrive au calendrier romain et proclame cette date fête de l'Église catholique.
Le prénom du saint est si répandu en Irlande que Paddy est le sobriquet sous lequel les Anglais désignent les Irlandais depuis le XVIe siècle.
C'est probablement le missionnaire Fursy de Péronne qui introduit le culte de saint Patrick en Gaule du Nord au VIIe siècle.

### Pèlerinage
La force spirituelle de Patrick et sa réputation d'opérer des miracles sont tels qu'il est devenu un objet de vénération et est associé à deux pèlerinages de pénitence. Issus de traditions tardives, les pèlerinages du purgatoire de saint Patrick et de Croagh Patrick y voient des chrétiens passer la nuit en prières, et le jour en jeûnes et autres exercices de mortifications.

### Patronage
Pour les catholiques, saint Patrick est le saint patron de l'Irlande, des ingénieurs et des dresseurs de serpents.
Ce patronage fut confirmé par un décret de la Congrégation pontificale pour les Sacrements du 3 décembre 1962. Il fut également désigné deuxième patron du Nigeria le 11 avril 1961, le jour même où la Vierge Marie en était proclamée première patronne au titre de « Reine du Nigeria ».
Son patronage pour le diocèse de Boston fut confirmé par Jean-Paul II par lettre apostolique en date du 15 octobre 1991.

## Publications
Les plus anciennes sources relatives au saint sont deux textes écrits en latin dont la critique moderne reconnaît la paternité à Patrick : la Confession (Conf.) qui décrit son activité pastorale et donne un aperçu de sa spiritualité, et la Lettre à Coroticus (Cor.) qui n'apporte aucun élément biographique, ce qui explique le recours à des traditions tardives pour combler les lacunes de ces anciens manuscrits.
La Confession est reproduite dans le Livre d'Armagh (un manuscrit enluminé du IXe siècle), et un colophon précise qu'elle a été recopiée de l'autographe de Patrick lui-même. La Lettre à Coroticus (un riche personnage dont les hommes de main se livraient à des exactions sur de nouveaux convertis chrétiens) est conservée dans cinq manuscrits.
Tous les autres textes qui lui sont attribués sont remis en cause par la critique actuelle, telle la prière de saint Patrick (Faed Fiada, Le Cri du daim, ou Canon de saint Patrick.
On possède aussi les actes authentiques complets du premier concile qu'il a tenu comme évêque d'Irlande afin d'établir une bonne discipline dans l'église nationale dont il était le fondateur. Un second concile qui porte son nom doit être attribué à son neveu.
Le recueil d'ordonnances ecclésiastiques fait en Irlande par Ardeboc au VIIIe siècle lui attribue le traité Des douze abus qui a été publié parmi les ouvrages de saint Augustin et de saint Cyprien.

## Documentaire
- 2025 : Saint Patrick - Esclave et protecteur de l’Irlande de Ruan Magan